# Dieci soldi a danza
Dieci soldi a danza (Ten Cents a Dance) è un film del 1931 diretto da Lionel Barrymore.
Ne venne girata una versione in spagnolo, Carne de cabaret, diretta da Eduardo Arozamena e da Christy Cabanne che usò la storia di Jo Swerling con un cast di attori latini.

## Distribuzione
Distribuito dalla Columbia Pictures, il film venne presentato in prima il 20 febbraio per poi uscire nelle sale cinematografiche USA il 6 marzo 1931.